# Coccoderus speciosus
Coccoderus speciosus là một loài bọ cánh cứng trong họ Cerambycidae.